# Lypha dubia
Lypha dubia är en tvåvingeart som först beskrevs av Fallen 1810.  Lypha dubia ingår i släktet Lypha och familjen parasitflugor. Arten är reproducerande i Sverige. Inga underarter finns listade i Catalogue of Life.